# Синехохлый турако
Синехо́хлый турако (лат. Tauraco hartlaubi) — вид птиц эндемичного для Африки семейства тураковых. Средней величины длиннохвостая птица. Длина 40—45 см, масса 200—300 г. Покровное оперение зелёное. Хвост и округлый хохолок на голове тёмно-синего цвета. На маховых перьях есть зеркала пурпурно-красного цвета. Монотипичный вид. Эндемик Восточной Африки. Ареал невелик. Обитает в Кении, Танзании и Уганде, гнездовой биотоп — горные леса на высоте 1500—3200 м, встречается и в городских садах, парках, местами обычен. Питается разнообразными ягодами, плодами ногоплодника, эбеновых, вербеновых и др.

## Фотогалерея

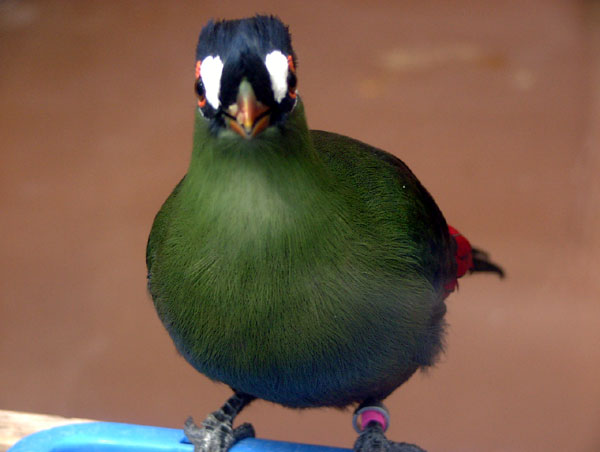
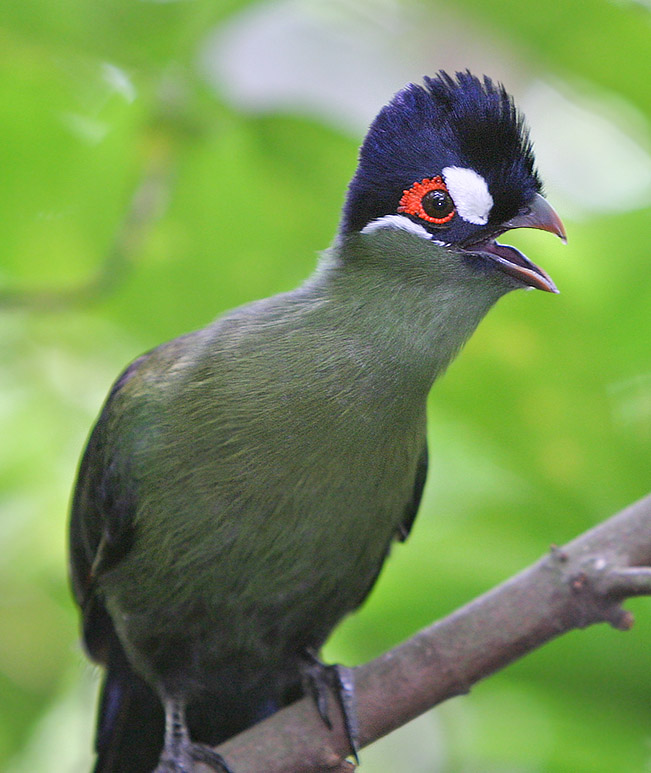
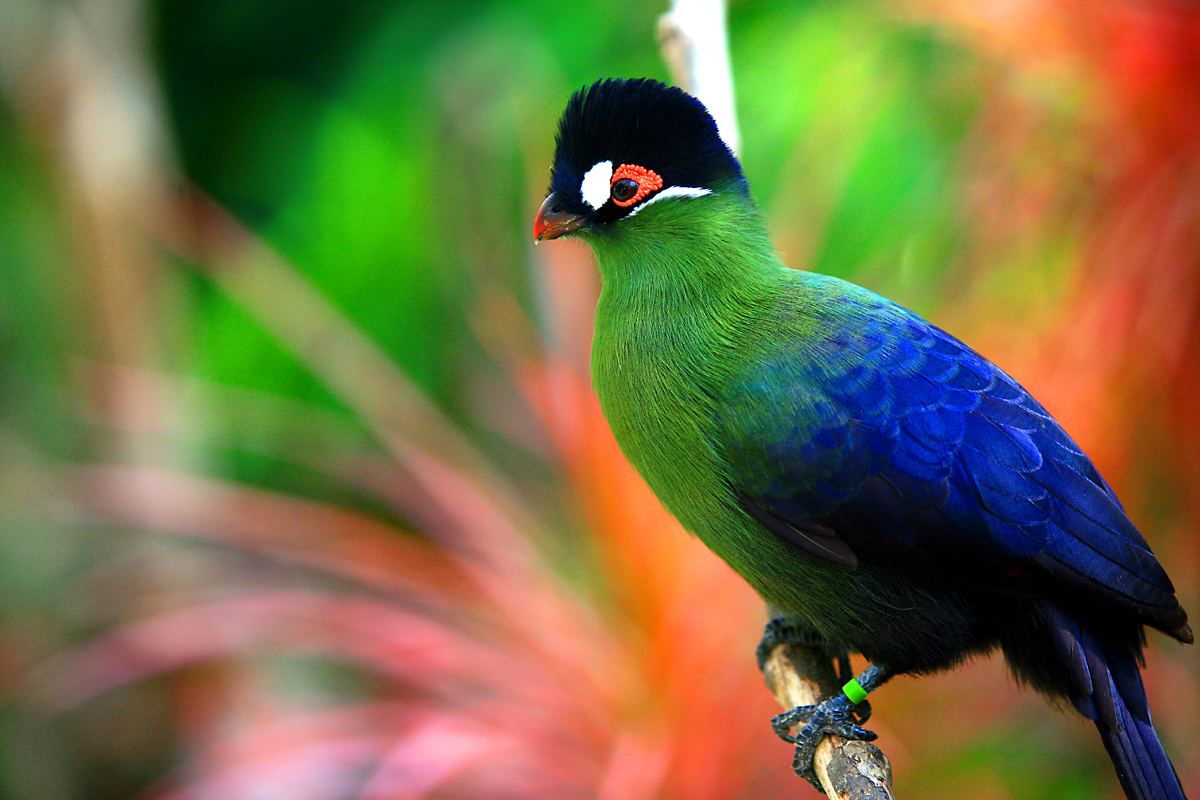
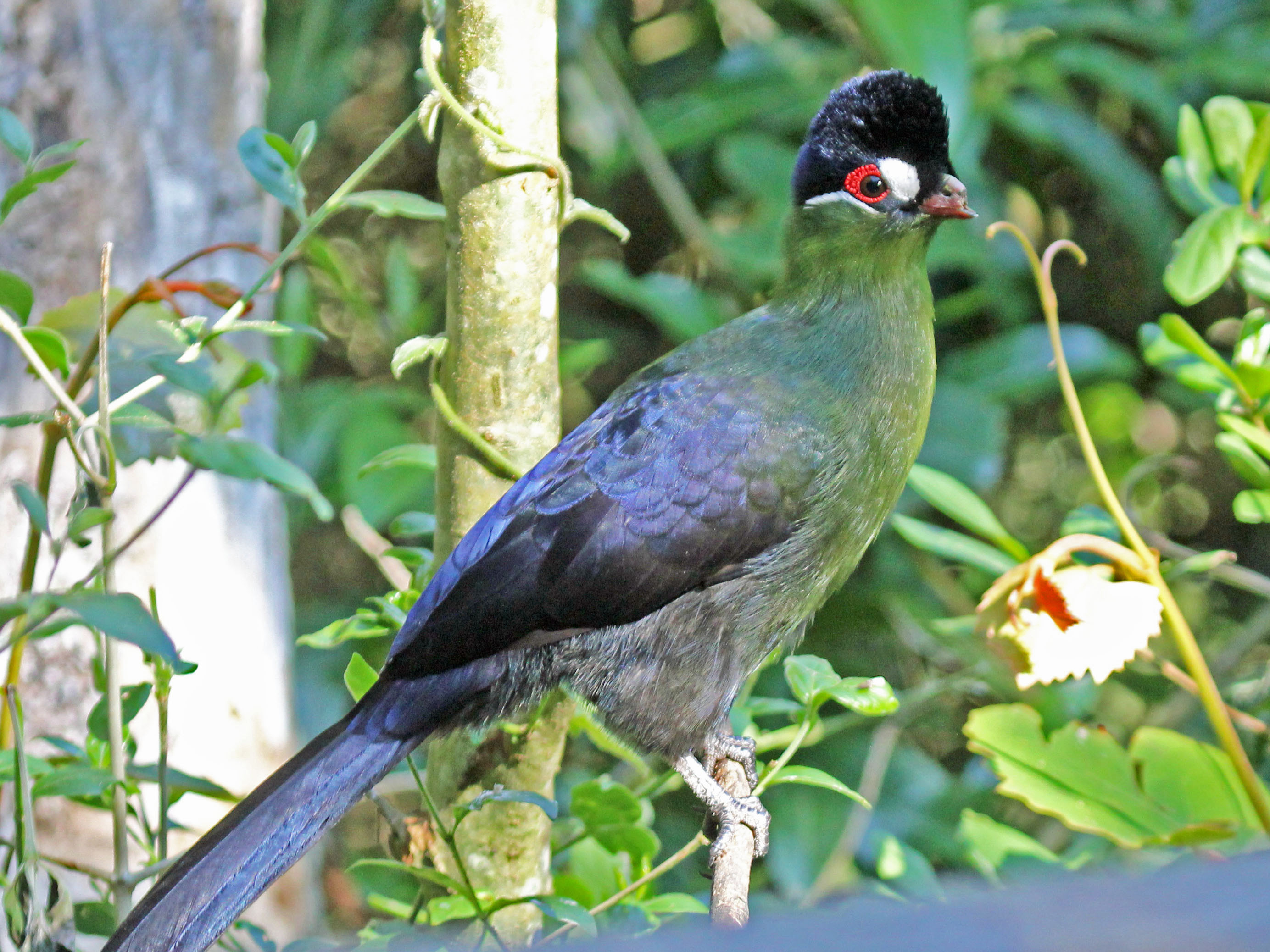